# Royal Football Club Huy
Maillots
Dernière mise à jour : 29 juin 2018.
Le Royal Football Club Huy est un club de football belge basé à Huy et fondé en 1908. Il est aujourd'hui le fruit de la fusion en 1995 opérée entre la Royale Union hutoise football club et Huy Sports. Lors de la saison 2018-2019, il évolue en Division 3 Amateur, ce qui constitue sa 75e saison dans les séries nationales. Le club porte le matricule 76.

## Historique
- 1908 : fondation de Huy Football Club le 01/08/1908 (reconstitution de HUY FOOTBALL CLUB fondé avant le 26/11/1896, affilié à l'Union belge des sociétés de sports athlétiques - UBSSA, future URBSFA - le 04/04/1897, dissout le 26/10/1900) et affiliation à l'UBSSA le 14/08/1908. Fondation de Athletic Club Huy en 1908, affiliation inconnue à l'UBSSA[2].
- 1911 : fondation de Cercle sportif hutois vers 1911[2].
- 1911 : (ou 1912) fusion de Huy Football Club et Athletic Club Huy pour former Huy Football Club, association athlétique entre les 30/07/1911 et 28/07/1912[2].
- 1912 : affiliation de Cercle sportif hutois à l'Union belge des sociétés de football association (UBSFA - ancienne UBSSA, future URBSFA) le 16/07/1912[2].
- 1917 : fusion de Huy Football Club, association athlétique et Cercle sportif hutois pour former Union hutoise football club le 30/11/1917[2].
- 1926 : Union hutoise football club reçoit le numéro matricule 76[2].
- 1930 : après obtention du titre de Société royale le 27/05/1930, changement de dénomination de Union hutoise football club (76) en Royale Union hutoise football club le 01/07/1930[2].
- 1947 : fondation de Huy Sports le 20/05/1947 et affiliation à l'Union royale belge des sociétés de football association (URBSFA) le 29/08/1947; le club reçoit le numéro matricule 4747[2].
- 1995 : fusion de Royale Union hutoise football club (76) et Huy Sports (4747) pour former Royal Football Club Huy (76) le 01/06/1995[2]. (Il est parfois signalé 1995 comme date de fondation de Royal Football Club Huy (76); cette information est inexacte : selon les règlements fédéraux, un club nouvellement affilié doit entamer sa carrière sportive "au bas de l'échelle" à savoir ici en 1995 la 4e division provinciale liégeoise; ce ne fut pas le cas. De plus, le club aurait reçu un numéro matricule proche de 9286 et n'aurait pu utiliser le qualificatif "royal" dans sa dénomination sans autorisation du Cabinet du Roi et sans existence ininterrompue depuis au moins cinquante ans[2].)

## Résultats dans les divisions nationales
Statistiques mises à jour le 8 décembre 2024 (terme de la saison 2023-2024)

### Palmarès
- 3 fois champion de Belgique de Division 3 en 1932, 1936 et 1949.
- 3 fois champion de Belgique de Promotion en 1965, 1981 et 1988.

### Bilan
| Niv | Divisions     | Jouées | Titres | TM Up | TM Down |
| --- | ------------- | ------ | ------ | ----- | ------- |
| I   | 1re nationale | 0      | 0      |       |         |
| II  | 2e nationale  | 10     | 0      |       |         |
| III | 3e nationale  | 18     | 3      |       |         |
| IV  | 4e nationale  | 45     | 3      | 2     |         |
| V   | 5e nationale  | 8      | 1      |       |         |
|     |               |        |        |       |         |
|     | TOTAUX        | 81     | 7      | 2     | 0       |

- TM Up : test-match pour départager des égalités, ou toutes formes de Barrages ou de Tour final pour une montée éventuelle.
- TM Down : test-match pour départager des égalités, ou toutes formes de Barrages ou de Tour final pour le maintien.

### Classements
| Ordre               | Saison  | Nom du club               | Niveau                          | Classement final          | Remarques                            |
| ------------------- | ------- | ------------------------- | ------------------------------- | ------------------------- | ------------------------------------ |
| 1                   | 1926-27 | R. Union hutoise FC       | Promotion (D3) série C          | 12e/14                    | Relégué!                             |
| séries régionales   |         |                           |                                 |                           |                                      |
| 2                   | 1930-31 | R. Union hutoise FC       | Promotion (D3) série C          | 10e/14                    |                                      |
| 3                   | 1931-32 | R. Union hutoise FC       | Promotion (D3) série C          | 1er/14                    | Champion et promu!                   |
| 4                   | 1932-33 | R. Union hutoise FC       | Division 1 (D2) série B         | 9e/14                     |                                      |
| 5                   | 1933-34 | R. Union hutoise FC       | Division 1 (D2) série B         | 13e/14                    | Relégué!                             |
| 6                   | 1934-35 | R. Union hutoise FC       | Promotion (D3) série D          | 2e/14                     |                                      |
| 7                   | 1935-36 | R. Union hutoise FC       | Promotion (D3) série A          | 1er/14                    | Champion et promu!                   |
| 8                   | 1936-37 | R. Union hutoise FC       | Division 1 (D2) série A         | 10e/14                    |                                      |
| 9                   | 1937-38 | R. Union hutoise FC       | Division 1 (D2) série A         | 9e/14                     |                                      |
| 10                  | 1938-39 | R. Union hutoise FC       | Division 1 (D2) série B         | 11e/14                    |                                      |
|                     | 1939-41 | Compétitions interrompues | Compétitions interrompues       | Compétitions interrompues | Compétitions interrompues            |
| X                   | 1941-42 | R. Union hutoise FC       | Promotion (D3) série C          | Hors-classement           | [ saisons 1 ]                        |
| 11                  | 1942-43 | R. Union hutoise FC       | Division 1 (D2) série A         | 16e/16                    |                                      |
| 12                  | 1943-44 | R. Union hutoise FC       | Promotion (D3) série D          | 9e/16                     |                                      |
|                     | 1944-45 | Compétitions interrompues | Compétitions interrompues       | Compétitions interrompues | Compétitions interrompues            |
| 13                  | 1945-46 | R. Union hutoise FC       | Division 1 (D2) série B         | 13e/18                    |                                      |
| 14                  | 1946-47 | R. Union hutoise FC       | Division 1 (D2) série A         | 16e/17                    | Relégué!                             |
| 15                  | 1947-48 | R. Union hutoise FC       | Promotion (D3) série B          | 5e/16                     |                                      |
| 16                  | 1948-49 | R. Union hutoise FC       | Promotion (D3) série D          | 1er/16                    | Champion et promu!                   |
| 17                  | 1949-50 | R. Union hutoise FC       | Division 1 (D2) série B         | 11e/16                    |                                      |
| 18                  | 1950-51 | R. Union hutoise FC       | Division 1 (D2) série A         | 15e/16                    | Relégué!                             |
| 19                  | 1951-52 | R. Union hutoise FC       | Promotion (D3) série C          | 8e/16                     | Relégué!                             |
| 20                  | 1952-53 | R. Union hutoise FC       | Promotion série B               | 5e/16                     |                                      |
| 21                  | 1953-54 | R. Union hutoise FC       | Promotion série A               | 10e/16                    |                                      |
| 22                  | 1954-55 | R. Union hutoise FC       | Promotion série D               | 5e/16                     |                                      |
| 23                  | 1955-56 | R. Union hutoise FC       | Promotion série C               | 10e/16                    |                                      |
| 24                  | 1956-57 | R. Union hutoise FC       | Promotion série C               | 6e/16                     |                                      |
| 25                  | 1957-58 | R. Union hutoise FC       | Promotion série D               | 6e/16                     |                                      |
| 26                  | 1958-59 | R. Union hutoise FC       | Promotion série D               | 5e/16                     |                                      |
| 27                  | 1959-60 | R. Union hutoise FC       | Promotion série A               | 8e/16                     |                                      |
| 28                  | 1960-61 | R. Union hutoise FC       | Promotion série A               | 11e/16                    |                                      |
| 29                  | 1961-62 | R. Union hutoise FC       | Promotion série C               | 10e/16                    |                                      |
| 30                  | 1962-63 | R. Union hutoise FC       | Promotion série A               | 10e/16                    |                                      |
| 31                  | 1963-64 | R. Union hutoise FC       | Promotion série D               | 13e/16                    |                                      |
| 32                  | 1964-65 | R. Union hutoise FC       | Promotion série A               | 1er/16                    | Champion et promu!                   |
| 33                  | 1965-66 | R. Union hutoise FC       | Division 3 série A              | 15e/16                    | Relégué!                             |
| 34                  | 1966-67 | R. Union hutoise FC       | Promotion série D               | 12e/16                    |                                      |
| 35                  | 1967-68 | R. Union hutoise FC       | Promotion série D               | 16e/16                    | Relégué!                             |
| séries provinciales |         |                           |                                 |                           |                                      |
| 36                  | 1973-74 | R. Union hutoise FC       | Promotion série B               | 5e/16                     |                                      |
| 37                  | 1974-75 | R. Union hutoise FC       | Promotion série C               | 4e/16                     |                                      |
| 38                  | 1975-76 | R. Union hutoise FC       | Promotion série D               | 8e/16                     |                                      |
| 39                  | 1976-77 | R. Union hutoise FC       | Promotion série D               | 11e/16                    |                                      |
| 40                  | 1977-78 | R. Union hutoise FC       | Promotion série A               | 7e/16                     |                                      |
| 41                  | 1978-79 | R. Union hutoise FC       | Promotion série D               | 2e/16                     |                                      |
| 42                  | 1979-80 | R. Union hutoise FC       | Promotion série D               | 2e/16                     |                                      |
| 43                  | 1980-81 | R. Union hutoise FC       | Promotion série C               | 1er/16                    | Champion et promu!                   |
| 44                  | 1981-82 | R. Union hutoise FC       | Division 3 série B              | 11e/16                    |                                      |
| 45                  | 1982-83 | R. Union hutoise FC       | Division 3 série A              | 15e/16                    | Relégué!                             |
| 46                  | 1983-84 | R. Union hutoise FC       | Promotion série D               | 2e/16                     |                                      |
| 47                  | 1984-85 | R. Union hutoise FC       | Promotion série D               | 3e/16                     |                                      |
| 48                  | 1985-86 | R. Union hutoise FC       | Promotion série D               | 4e/16                     |                                      |
| 49                  | 1986-87 | R. Union hutoise FC       | Promotion série C               | 13e/16                    |                                      |
| 50                  | 1987-88 | R. Union hutoise FC       | Promotion série D               | 1er/16                    | Champion et promu!                   |
| 51                  | 1988-89 | R. Union hutoise FC       | Division 3 série B              | 14e/16                    |                                      |
| 52                  | 1989-90 | R. Union hutoise FC       | Division 3 série A              | 16e/16                    | Relégué!                             |
| 53                  | 1990-91 | R. Union hutoise FC       | Promotion série C               | 14e/16                    |                                      |
| 54                  | 1991-92 | R. Union hutoise FC       | Promotion série D               | 3e/16                     |                                      |
| 55                  | 1992-93 | R. Union hutoise FC       | Promotion série C               | 7e/16                     |                                      |
| 56                  | 1993-94 | R. Union hutoise FC       | Promotion série D               | 10e/16                    |                                      |
| 57                  | 1994-95 | R. Union hutoise FC       | Promotion série D               | 12e/16                    |                                      |
| 58                  | 1995-96 | R. FC Huy                 | Promotion série D               | 9e/16                     |                                      |
| 59                  | 1996-97 | R. FC Huy                 | Promotion série D               | 12e/16                    |                                      |
| 60                  | 1997-98 | R. FC Huy                 | Promotion série D               | 15e/16                    | Relégué!                             |
| séries provinciales |         |                           |                                 |                           |                                      |
| 61                  | 2003-04 | R. FC Huy                 | Promotion série D               | 7e/16                     |                                      |
| 62                  | 2004-05 | R. FC Huy                 | Promotion série D               | 6e/16                     |                                      |
| 63                  | 2005-06 | R. FC Huy                 | Promotion série D               | 5e/16                     |                                      |
| 64                  | 2006-07 | R. FC Huy                 | Promotion série D               | 9e/16                     |                                      |
| 65                  | 2007-08 | R. FC Huy                 | Promotion série D               | 10e/16                    |                                      |
| 66                  | 2008-09 | R. FC Huy                 | Promotion série D               | 3e/16                     | Tour final!                          |
| 67                  | 2009-10 | R. FC Huy                 | Promotion série D               | 3e/16                     | Promu via tour final!                |
| 68                  | 2010-11 | R. FC Huy                 | Division 3 série B              | 12e/18                    |                                      |
| 69                  | 2011-12 | R. FC Huy                 | Division 3 série A              | 13e/18                    |                                      |
| 70                  | 2012-13 | R. FC Huy                 | Division 3 série B              | 5e/19                     |                                      |
| 71                  | 2013-14 | R. FC Huy                 | Division 3 série B              | 18e/18                    | Relégué!                             |
| 72                  | 2014-15 | R. FC Huy                 | Promotion série D               | 14e/16                    | Relégué!                             |
| séries provinciales |         |                           |                                 |                           |                                      |
| 73                  | 2016-17 | R. FC Huy                 | Division 3 Amateur ACFF série B | 6e/14                     |                                      |
| 74                  | 2017-18 | R. FC Huy                 | Division 3 Amateur ACFF série B | 11e/16                    |                                      |
| 75                  | 2018-19 | R. FC Huy                 | Division 3 Amateur ACFF série B | 12e/16                    |                                      |
| 76                  | 2019-20 | R. FC Huy                 | Division 3 Amateur ACFF série B | 13e/16                    |                                      |
| 77                  | 2020-21 | R. FC Huy                 | Division 3 ACFF série B         | n/a                       | saison annulée en raison du Covid-19 |
| 78                  | 2021-22 | R. FC Huy                 | Division 3 ACFF série B         | 13e/16                    |                                      |
| 79                  | 2022-23 | R. FC Huy                 | Division 3 ACFF série B         | 8e/16                     |                                      |
| 80                  | 2023-24 | R. FC Huy                 | Division 3 ACFF série B         | 1er/16                    | Champion et Promu !                  |
| 81                  | 2024-25 | R. FC Huy                 | Division 2 ACFF                 | 14e/18                    |                                      |